# Hoge Raad voor de Zelfstandigen en de KMO
De Hoge Raad voor de Zelfstandigen en de KMO (HRZKMO), in het Frans: Conseil Supérieur des Indépendants et des PME (CSIPME), is een Belgische koepelorganisatie die de belangen van zelfstandigen en kmo's en beoefenaars van vrije beroepen behartigt. Voorzitters zijn Danny Van Assche en Arnaud Deplae, secretaris-generaal is Marc Hoogmartens. De hoofdzetel is gelegen te Brussel.

## Geschiedenis
Op 5 februari 1909 werd de voorloper van deze organisatie opgericht onder bij Koninklijk Besluit onder de naam Hogere Raad van Ambachten en Neringen. Deze organisatie stelde zich tot doel de bevoegde minister over de economische en beroepsbelangen te adviseren. In 1928 en 1931, bij de oprichting van respectievelijk de Kamer van Ambachten en Kamer van Neringen, werd de naam ervan omgevormd tot Hogere Raad voor de Middenstand.
In het interbellum, kort na de Eerste Wereldoorlog, kende de beroepsfederaties en interprofessionele organisaties een enorm succes en werden er tal van deze organisaties opgericht met als doel de economische, sociale, morele en beroepsbelangen van de middenstanders te behartigen. Dit creëerde echter een verdeelde slagorde. Door middel van enkele nationale congressen te Gent (1932), Brussel (1938) en Luik (1949) werd de eenheid herwonnen, wat leidde tot de oprichting van de Hoge Raad voor de Middenstand op 2 mei 1949. Deze Hoge Raad vergaderde voor de eerste maal op 18 juni 1952.
Op 22 mei 1999 werd de naam omgevormd tot Hoge Raad voor de Zelfstandigen en KMO's.

## Aangesloten organisaties
- Syndicaat der Zelfstandigen & KMO's (SDZ)
  - Federatie van Handelaars, Ambachtslui en Bedrijven van het SDZ
  - Federatie van Vrije- en Intellectuele Beroepen van het SDZ
- Liberaal Verbond voor Zelfstandigen (LVZ)
- Nationale Federatie der Unies van de Middenstand (FNUCM)
- Neutraal Syndicaat voor Zelfstandigen (NSZ)
- Unie van Zelfstandige Ondernemers (UNIZO)
- Federatie voor Vrije en Intellectuele Beroepen (FVIB)
- Nationale Unie der Vrije en Intellectuele Beroepen van België (UNPLIB)